# Terry Glaze
Terrence Lee Glaze (* 29. listopadu 1964, Columbus) je americký zpěvák a kytarista, který se proslavil svou ranou tvorbou s heavymetalovou kapelou Pantera.
Narodil se ve městě Columbus ve státě Ohio a vyrůstal v Texasu. Glaze byl zpěvák Pantery od roku 1982 do roku 1987, i když původně se připojil ke kapele jako druhý kytarista v roce 1981, kdy v kapele byl prvním zpěvákem Donnie Hart. Glaze převzal post frontmana poté, co Hart opustil kapelu, a také přispěl několika dalšími kytarovými party k některým písním kapely. Jeho hlasový rozsah upoutal pozornost mnoha nahrávacích společností a byla mu připisována zásluha za to, že přivedl Panteru do popředí heavy metalové hudby. Spor o směřování kapely však vedl k odchodu Glazeho ze skupiny. 
V roce 1986 se Glaze připojil ke třem rockovým hudebníkům z Tennessee a založil kapelu Lord Tracy, která v roce 1989 vydala jednu LP ( Deaf Gods of Babylon) prostřednictvím Uni Records. Kapela se rozpadla v roce 1991 a Glaze založil další skupinu Blowphish, která zahrnovala Mika Malinina (Goo Goo Dolls). Když se kapele Blowphish nepodařilo získat velkou nahrávací smlouvu, přestěhoval se Glaze do okresu Prince George v Marylandu, kde hraje po okolí se svou kapelou The Crayfish a příležitostně spolupracuje s dalšími místními hudebníky.
V květnu 2006 se Glaze objevil v celé sérii VH1 Behind the Music: Pantera. Ve filmu říká, že Dimebag Darrell byl pohřben se slavnou kytarou Eddieho Van Halena.
V dubnu 2010 v Dallasu Rex Brown pozval Glaze na pódium s Arms of the Sun, aby předvedl několik starých skladeb Pantery, „All Over Tonight“ a „Come-On Eyes“. Bylo to poprvé od roku 1986, kdy Glaze hrál s bývalým spoluhráčem z Pantery.
Glaze v současné době žije v Bowie v Marylandu  se svou ženou Lori a jejich dvěma dětmi.

## Diskografie

### Pantera
- Metal Magic (1983)
- Projects in the Jungle (1984)
- I Am the Night (1985)

### Lord Tracy
- Deaf Gods of Babylon (1989)
- Live (2004)
- Cull None (2005)
- 4 (2006)
- Porn Again (2008)